# 범동경
《범동경》(梵動經, K.0647, T.0001)은 후진(後秦)에서 불타야사와 축불념이 한역(漢譯)한 상좌부 《범망경(梵網經)》(Brahmajāla Sutta, D1)이다. 다른 한역본으로는 오나라 지겸(支謙)이 한역한 《범망육십이견경(梵網六十二見經)》(K.0659, T.0021)이 있다.
‘범망’(梵網)이 아니라 ‘범동’(梵動)으로 번역한 것은, 참조한 원본에 brahma-jāla(梵網)가 아니라 움직임(動)이라는 뜻의 cāla가 들어간 brahma-cāla(梵動)가 사용되었기 때문이었을 것으로 추측된다.
본문 마지막 부분에서도 attha-jāla, 즉 의망(義網)이 의동(義動)으로, 범망(梵網)이 법동(法動)으로, 견망(見網)이 견동(見動)으로, 마동(魔動) 등으로 일관되게 jāla(網)가 cāla(動)로 번역되었다.

## 한국어 번역본
- 《한글대장경》, 제1권, 322쪽~.

## 같이 보기
- 범망경 (상좌부)
- 육십이견(六十二見)